# Seznam představitelů Madagaskaru
Toto je seznam nejvyšších představitelů Madagaskaru:

## Imerinští králové
- 23. října 1817 – 27. července 1828 – král Radama I. Veliký
- 1. srpna 1828 – 16. srpna 1861 – královna Ranavalona I.
- 16. srpna 1861 – 12. května 1863 – král Radama II.
- 13. května 1863 – 1. dubna 1868 – královna Rasoherina
- 2. dubna 1868 – 13. července 1883 – královna Ranavalona II.
- 13. července 1883 – 28. února 1897 – královna Ranavalona III.

## Prezidenti
| Pořadí | Fotografie                        | Jméno | Roky zvolení      | Od                               | Do                               | Politická strana |
| ------ | --------------------------------- | ----- | ----------------- | -------------------------------- | -------------------------------- | ---------------- |
| -      | Philibert Tsiranana (1912–1978)   |       | -                 | 1. května 1959                   | 26. června 1960                  | PSD              |
| 1.     | Philibert Tsiranana (1912–1978)   |       | 1965 1972         | 26. června 1960                  | 11. října 1972 (odstoupil)       | PSD              |
| 2.     | Gabriel Ramanantsoa (1906–1979)   |       | 1972 (referendum) | 11. října 1972                   | 5. února 1975 (odstoupil)        |                  |
| -      | Richard Ratsimandrava (1931–1975) |       | -                 | 5. února 1975                    | 11. února 1975 (zavražděn)       |                  |
| -      | Gilles Andriamahazo (1919–1989)   |       | -                 | 12. února 1975                   | 15. června 1975                  |                  |
| -      | Didier Ratsiraka (1936–2021)      |       | -                 | 15. června 1975                  | 30. prosince 1975                |                  |
| 3.     | Didier Ratsiraka (1936–2021)      |       | 1982 1989         | 30. prosince 1975                | 12. ledna 1992                   | FNDR/AREMA       |
| (3.)   | Didier Ratsiraka (1936–2021)      |       | -                 | 12. ledna 1992                   | 27. března 1993                  | FNDR/AREMA       |
| 4.     | Albert Zafy (1927–2017)           |       | -                 | 27. března 1993                  | 5. září 1996 (odstoupil)         | UNDD             |
| -      | Norbert Ratsirahonana (* 1938)    |       | -                 | 5. září 1996                     | 9. února 1997                    | AVI              |
| (3.)   | Didier Ratsiraka (1936–2021)      |       | -                 | 9. února 1997                    | 25. února 2002 15. července 2002 | AREMA            |
| 5.     | Marc Ravalomanana (* 1949)        |       | 2001 2006         | 22. února 2002 15. července 2002 | 17. března 2009 (sesazen)        | TIM              |
| -      | Hyppolite Ramaroson (* 1951)      |       | -                 | 17. března 2009                  | 17. března 2009                  |                  |
| -      | Andry Rajoelina (* 1974)          |       | -                 | 7. února 2009 17. března 2009    | 25. ledna 2014                   | TGV              |
| 6.     | Hery Rajaonarimampianina (* 1958) |       | 2013              | 25. ledna 2014                   | 7. září 2018                     | HVM              |
| -      | Rivo Rakotovao (* 1960)           |       | -                 | 7. září 2018                     | 19. ledna 2019                   | HVM              |
| 7.     | Andry Rajoelina (* 1974)          |       | 2018              | 19. ledna 2019                   | dosud                            | TGV              |